# Idea Factory
Idea Factory (アイディアファクトリー?) es una desarrolladora y editora de videojuegos japonesa fundada por exempleados de Data East el 26 de octubre de 1994 encabezada por el presidente de la compañía Koichi Ota y el vicepresidente Shingo Kuwana.

## Juegos publicados
| Año  | Título                                               | Sistema       | Publicador                          |
| ---- | ---------------------------------------------------- | ------------- | ----------------------------------- |
| 1997 | Spectral Force                                       | PS            | Idea Factory                        |
| 1998 | Spectral Force 2                                     | PS            | Idea Factory                        |
| 1999 | Spectral Force: Itoshiki Ja'aku (Lovely Wickedness)  | PS            | Idea Factory                        |
| 2003 | Shinseiki Genso: Spectral Souls                      | PS2           | Idea Factory                        |
| 2003 | Black Stone: Magic & Steel                           | Xbox          | Xicat Interactive                   |
| 2003 | Generation of Chaos Exceed                           | GameCube      | Idea Factory                        |
| 2004 | Spectral Force: Radical Elements                     | PS2           | Idea Factory                        |
| 2005 | Hametsu no Mars                                      | PS2           | Idea Factory                        |
| 2005 | Shinki Gensou Spectral Souls II                      | PS2           | Idea Factory                        |
| 2005 | Spectral Force Chronicle                             | PS2           | Idea Factory                        |
| 2005 | Rebirth Moon                                         | Idea Factory  |                                     |
| 2005 | Spectral Souls: Resurrection of the Ethereal Empires | PSP           | NIS                                 |
| 2005 | It's a Game Now! Dokuro-chan                         | PS2           | Idea Factory                        |
| 2006 | Blazing Souls                                        | PS2           | Idea Factory                        |
| 2006 | Chaos Wars                                           | PS2           | Idea Factory O3 Entertainment       |
| 2006 | Hiiro no Kakera                                      | DS PS2        | Idea Factory                        |
| 2006 | Generation of Chaos                                  | PS2 PSP       | NIS                                 |
| 2006 | Rec: Doki Doki Seiyū Paradise                        | PS2           | Idea Factory                        |
| 2006 | Spectral Force 3: Innocent Rage                      | Xbox 360      | Idea Factory Atlus                  |
| 2007 | Aedis Eclipse: Generation of Chaos                   | PSP           | NIS                                 |
| 2007 | Absolute: Blazing Infinity                           | Xbox 360      | Idea Factory                        |
| 2007 | Apocalypse: Desire Next                              | Xbox 360      | Idea Factory                        |
| 2007 | Diario: Rebirth Moon Legend                          | Xbox 360      | Idea Factory                        |
| 2007 | Mist of Chaos                                        | PS3           | Idea Factory                        |
| 2007 | Record of Agarest War                                | PS3 Xbox 360  | Compile Heart Red Entertainment     |
| 2007 | Spectral Gene                                        | PS2           | Idea Factory                        |
| 2008 | Spectral Force Genesis                               | DS            | Idea Factory Ignition Entertainment |
| 2009 | Nuga-Cel!                                            | PS2           | Idea Factory Lupinus                |
| 2010 | Motto Nuga-Cel!                                      | PSP           | Idea Factory Lupinus                |
| 2010 | Trinity Universe                                     | PlayStation 3 | Idea Factory NIS America            |
| 2013 | Amnesia                                              | PSP           | Idea Factory Lupinus                |

## Juegos desarrollados
| Año  | Título                                   | Sistema       | Desarrollador                                        |
| ---- | ---------------------------------------- | ------------- | ---------------------------------------------------- |
| 1998 | Spectral Force 2                         | PS            | Idea Factory                                         |
| 2003 | Shinseiki Genso: Spectral Souls          | PS2           | Idea Factory                                         |
| 2003 | Generation of Chaos Exceed               | GameCube      | Idea Factory                                         |
| 2005 | Hametsu no Mars                          | PS2           | Idea Factory                                         |
| 2005 | Shinki Gensou Spectral Souls II          | PS2           | Idea Factory                                         |
| 2005 | Spectral Force 2                         | PS2           | Idea Factory                                         |
| 2006 | Blazing Souls                            | PS2           | Idea Factory                                         |
| 2006 | Chaos Wars                               | PS2           | Idea Factory                                         |
| 2006 | Hiiro no Kakera                          | DS PS2        | Idea Factory                                         |
| 2006 | Rec: Doki Doki Seiyū Paradise            | PS2           | Idea Factory                                         |
| 2006 | Spectral Force 3: Innocent Rage          | Xbox 360      | Idea Factory                                         |
| 2007 | Absolute: Blazing Infinity               | Xbox 360      | Idea Factory                                         |
| 2007 | Apocalypse: Desire Next                  | Xbox 360      | Idea Factory                                         |
| 2007 | Diario: Rebirth Moon Legend              | Xbox 360      | Idea Factory                                         |
| 2007 | Mist of Chaos                            | PS3           | Idea Factory                                         |
| 2007 | Spectral Gene                            | PS2           | Idea Factory                                         |
| 2007 | Uwasa no Midori-kun!! Natsu Iro Striker  | DS            | Idea Factory                                         |
| 2008 | Uwasa no Midori-kun!! Futari no Midori!? | DS            | Idea Factory                                         |
| 2010 | Ore no Yome: Anata Dake no Hanayome      | Xbox 360      | Idea Factory                                         |
| 2010 | Trinity Universe                         | PlayStation 3 | Idea Factory, Nippon Ichi Software, Gust Corporation |
| 2011 | Hyperdimension Neptunia                  | PlayStation 3 | Idea Factory, Nippon Ichi Software, Gust Corporation |
| 2011 | Spectral Souls                           | Android       | Idea Factory                                         |

## Subsidiarias
- Compile Heart
- Design Factory